# العلاقات الكونغوية الليبية
العلاقات الكونغولية الليبية هي العلاقات الثنائية التي تجمع بين جمهورية الكونغو وليبيا.

## مقارنة بين البلدين
هذه مقارنة عامة ومرجعية للدولتين:
| وجه المقارنة                                              | [[تصنيف:صفحات تستخدم رمز علم غير موجود\|]] جمهورية الكونغو | ليبيا                                       |
| --------------------------------------------------------- | ---------------------------------------------------------- | ------------------------------------------- |
| المساحة (كم2)                                             | 342.00 ألف                                                 | 1.76 مليون                                  |
| عدد السكان (نسمة)                                         | 5.26 مليون                                                 | 6.37 مليون                                  |
| الكثافة السكانية (ن./كم²)                                 | 15.38                                                      | 3.62                                        |
| العاصمة                                                   | برازافيل                                                   | طرابلس                                      |
| اللغة الرسمية                                             | لغة فرنسية                                                 | اللغة العربية، اللغة العربية الفصحى الحديثة |
| العملة                                                    | فرنك وسط أفريقي                                            | دينار ليبي                                  |
| الناتج المحلي الإجمالي (بليون دولار)                      | 8.72 مليار                                                 | 50.98 مليار                                 |
| الناتج المحلي الإجمالي (تعادل القوة الشرائية) بليون دولار | 29.48 مليار                                                | 69.32 مليار                                 |
| الناتج المحلي الإجمالي الاسمي للفرد دولار أمريكي          | 1.85 ألف                                                   |                                             |
| الناتج المحلي الإجمالي للفرد دولار أمريكي                 |                                                            | 15.60 ألف                                   |
| مؤشر التنمية البشرية                                      | 0.591                                                      | 0.724                                       |
| رمز المكالمات الدولي                                      | +242                                                       | +218                                        |
| رمز الإنترنت                                              | .cg                                                        | .ly                                         |
| المنطقة الزمنية                                           | ت ع م+01:00                                                | ت ع م+02:00، توقيت شرق أوروبا               |

## منظمات دولية مشتركة
يشترك البلدان في عضوية مجموعة من المنظمات الدولية، منها:
| علم المنظمة | اسم المنظمة                        | تاريخ انضمام جمهورية الكونغو | تاريخ انضمام ليبيا |
| ----------- | ---------------------------------- | ---------------------------- | ------------------ |
|             | البنك الدولي للإنشاء والتعمير      | 10 يوليو 1963                | 17 سبتمبر 1958     |
|             | يونسكو                             | 24 أكتوبر 1960               | 27 يونيو 1953      |
|             | وكالة ضمان الاستثمار متعدد الأطراف | 16 أكتوبر 1991               | 5 أبريل 1993       |
|             | البنك الإفريقي للتنمية             | ?                            | ?                  |
|             | منظمة الشرطة الجنائية الدولية      | ?                            | ?                  |
|             | مؤسسة التمويل الدولية              | 1 أكتوبر 1980                | 18 سبتمبر 1958     |
|             | الأمم المتحدة                      | 20 سبتمبر 1960               | 14 ديسمبر 1955     |
|             | الاتحاد الأفريقي                   | ?                            | ?                  |
|             | مؤسسة التنمية الدولية              | 8 نوفمبر 1963                | 1 أغسطس 1961       |
|             | منظمة حظر الأسلحة الكيميائية       | ?                            | ?                  |

## وصلات خارجية
- موقع وزارة الخارجية الليبية